# Circuit du Midi

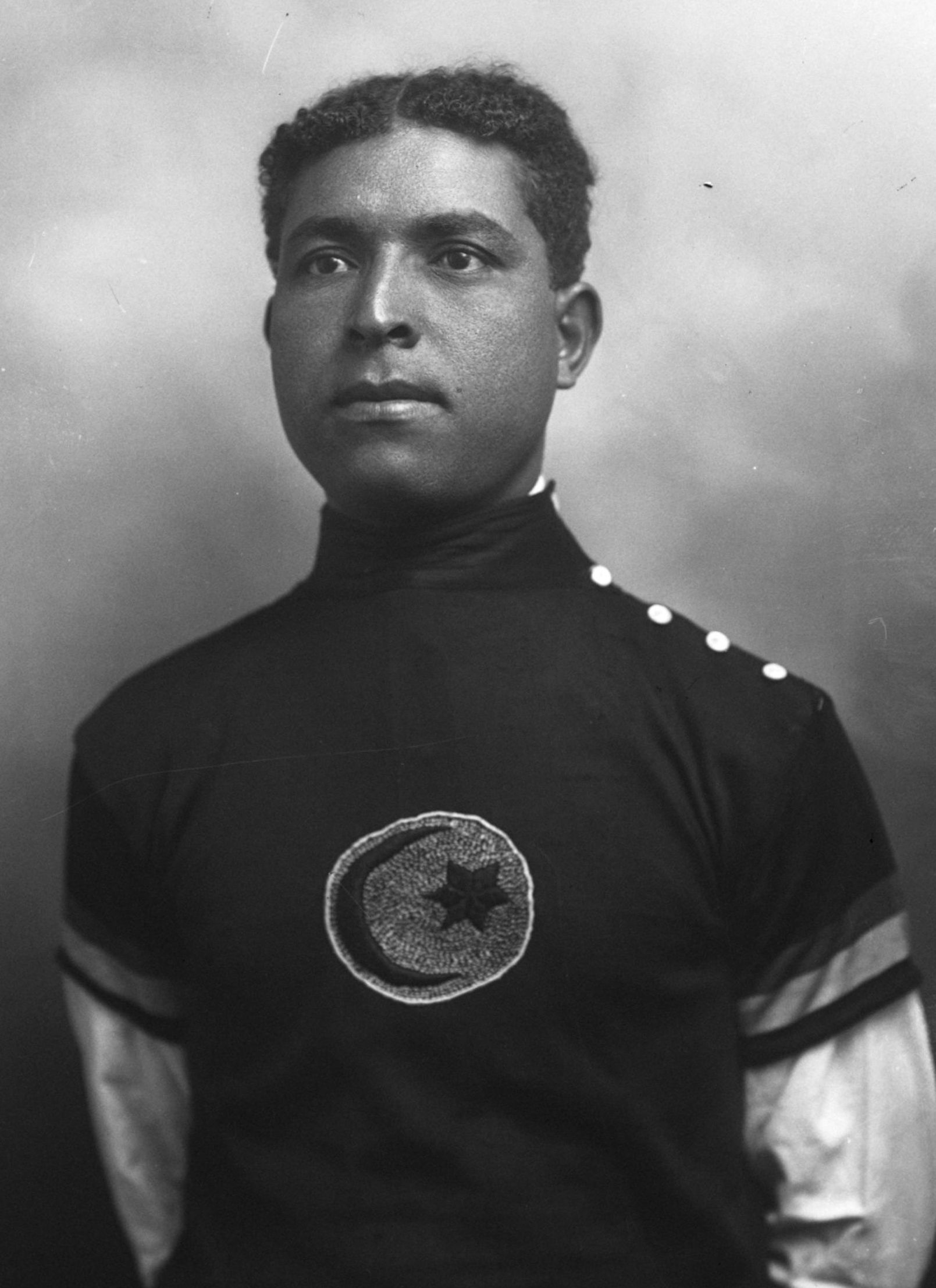
Der Tunesier Ali Neffati siegte im Jahr 1919.

Der Circuit du Midi (auch Critérium du Midi) war ein Radrennen, das zwischen 1913 und 1945 im Süden Frankreichs ausgetragen wurde.
Das Rennen wurde parallel zur Tour de France ausgetragen, weshalb dort vorzugsweise diejenigen guten Fahrer, die nicht bei der Tour starteten, teilnahmen. In einem Jahr kreuzten sich die Strecken der beiden Rennen.
Die ersten beiden Austragungen waren für Fahrer ohne Team reserviert, im Jahr 1921 für die Junioren. Die Ausgaben der Jahre 1931, 1932, 1938 und 1945 fanden als Eintagesrennen statt, die übrigen als Etappenrennen. 
Das Rennen gilt als Vorläufer des Grand Prix Midi Libre, der von 1949 bis 2002 ausgefahren wurde.

## Palmarès
| - 1913 Frank Henry - 1914 Frank Henry - 1919 Ali Neffati - 1920 Louis Luguet - 1921 Charles Delclaud - 1922 René Vermandel - 1923 Félix Sellier - 1924 Adelin Benoît - 1925 René Vermandel - 1926 Maurice De Waele - 1927 Victor Fontan - 1928 Aimé Deolet - 1929 Frans Bonduel - 1930 Leander Ghyssels | - 1931 Jean Aerts - 1932 Léon Louyet - 1933 Raymond Louviot - 1934 Alfred Bula - 1935 Antonio Negrini - 1936 Nello Troggi - 1937 Lucien Vlaemynck - 1938 Décimo Bettini - 1939 Antonio Bertola - 1941 Dante Gianello - 1942 Louis Gauthier - 1943 René Vietto - 1945 Dante Gianello |